# Don Murray
Don Murray (8. listopadu 1945 – 22. března 1996) byl americký bubeník, nejvíce známý jako zakládající člen rockové skupiny The Turtles, se kterou hrál krátce v letech 1965-1966. V Turtles ho nahradil Joel Larson.